# Уварово
Ува́рово — город (с 1966) в Тамбовской области России. Административный центр Уваровского района, в который не входит, являясь административно-территориальной единицей городом областного значения, образующим одноимённое муниципальное образование городской округ город Уварово. Население — 22 754 чел. (2025).

## География
Город расположен на правом берегу реки Ворона (бассейн Дона), в 117 км от Тамбова.
Железнодорожная станция Обловка на линии Тамбов — Балашов Юго-Восточной железной дороги.

## История
Переселенцами из села Уварово Борисоглебского уезда в 1830 году основан хутор Уваровка (он же Красный Колодец), располагавшийся в 3-4 км от села Городище Царицынского уезда; среди первых поселенцев были Башкатовы и Рышковы. Само же село Городище основано также в 1830 году переселенцами из сёл Тамбовского уезда (Городище, Бычки, Казыванье). К началу XX века хутор Уваровка слился с селом Городище.
Переселенцами из села Уварово основаны ряд населённых пунктов Тамбовской губернии — посёлок Прогресс, сёла Отхожее, Алкаладка и др.
Во время гонений на молоканство уваровцами основано несколько сёл в Сибири и на Кавказе.

## Экономика
- ООО «Гранит-М»,
- ЗАО «Уваровский сахарный завод»,
- маслобойный завод «Подсолнечник»,
- Уваровский хлебозавод

### Не действуют
- Кирпичный завод (заработал в 1954 году),
- Овощесушильный завод (заработал в 1955 году),
- Уваровский химический завод (заработал в 1966 году, не действует с 1990-х годов[5][6]),
- Маслодельный завод «Уваровомолоко» (не действует с 1990-х годов).

## Население
| 1897    | 1939    | 1959    | 1967    | 1970    | 1979    | 1989    | 1992    | 1996    | 1998    |
| ------- | ------- | ------- | ------- | ------- | ------- | ------- | ------- | ------- | ------- |
| 10 000  | ↗10 800 | ↘6800   | ↗16 000 | ↗24 946 | ↗31 669 | ↗34 554 | ↗34 800 | ↘34 300 | ↘33 400 |
| 2000    | 2001    | 2002    | 2003    | 2005    | 2006    | 2007    | 2008    | 2009    | 2010    |
| ↘32 600 | ↘32 200 | ↘29 690 | ↗29 700 | ↘28 400 | ↘27 900 | ↘27 400 | ↘27 100 | ↘26 909 | ↘26 830 |
| 2011    | 2012    | 2013    | 2014    | 2015    | 2016    | 2017    | 2018    | 2019    | 2020    |
| ↘26 800 | ↘26 071 | ↘25 765 | ↘25 064 | ↘24 792 | ↘24 547 | ↘24 162 | ↘23 987 | ↘23 578 | ↘23 135 |
| 2021    | 2025    |         |         |         |         |         |         |         |         |
| ↗23 584 | ↘22 754 |         |         |         |         |         |         |         |         |

На 1 января 2025 года по численности населения город находился на 601-м месте из 1124 городов Российской Федерации.

## Учебные заведения
- ЦПШ (открыта в 1843 году, реорганизована в земскую школу, затем в среднюю школу, затем в среднюю школу № 3)
- 1 средняя школа (реорганизована в лицей им. Данилова)
- 2 средняя школа (реорганизована в кадетский корпус)
- 3 средняя школа (реорганизована в лицей им. Данилова)
- 4 восьмилетняя школа (закрыта)
- 5 восьмилетняя школа (закрыта)
- 6 восьмилетняя школа (закрыта)
- 7 средняя школа (реорганизована в кадетский корпус)
- 8 средняя школа (реорганизована в лицей им. Данилова)
- 26 спец. школа (закрыта)
- 86 средняя железнодорожная школа (закрыта)
- Уваровский лицей им. Данилова
- Уваровский кадетский корпус (2 корпуса)

## Профессиональные учебные заведения
- Уваровские курсы счетоводов (закрыты)
- Уваровский педагогический техникум (закрыт)
- Уваровское ГПТУ-28 (закрыто)
- Уваровское медицинское училище (закрыто)
- Уваровский химико-механический техникум (переименован в Уваровский политехнический колледж)

## Люди, связанные с Уварово
- См.: Родившиеся в Уварове
- Данилов Александр Иванович (1916, Доброе, Липецкий уезд, Тамбовская губерния — 1980, Москва) — советский историк и государственный деятель. Доктор исторических наук, профессор, заслуженный деятель науки РСФСР (1966), действительный член АПН СССР (1967), министр просвещения РСФСР (1967—1980). Закончил Уваровское педагогическое училище (1934), работал учителем в средней школе села Уварово. С 1981 года его имя носит школа № 3 Уварова, которая ныне преобразована в лицей[28].
- Милосердов Юрий Васильевич (1968, Уварово — 2022, Клин) — инженер-строитель, в 2019—2021 гг. один из руководителей героической рекультивации крупнейшего в РФ полигона ТБО «Кучино» в Балашихе, закрытого в 2017 по итогам Прямой линии Президентом России В. В. Путиным. Воин-интернационалист, участник боевых действий в Афганистане.
- Фёдорова, Мария Матвеевна (1876—1908) — российская террористка, член боевой организации партии социалистов-революционеров, совершившая 14 июня 1908 года покушение на воронежского губернатора Михаила Михайловича Бибикова.
- Анохин, Алексей Иванович (1947—2010) — советский и российский военачальник, генерал-полковник, председатель Центрального совета Российской оборонной спортивно-технической организации (1991—2004).
- Гриднев, Виталий Никифорович (1908—1990) — советский физик, академик АН УССР.
- Илёшин, Борис Иванович (1924—2007) — русский и советский писатель, публицист, краевед.
- Осипов, Иван Иванович (1924—1943) — Герой Советского Союза.
- Ревелев, Василий Александрович (1892—1974) — российский советский валторнист и музыкальный педагог.
- Уклеин, Семён Матвеевич (1733—1809) — основатель религиозного движения молокан.
- Фролов, Иван Павлович (1925—2015) — участник Великой Отечественной войны, полный кавалер ордена Славы.
- Ширяев, Пётр Алексеевич (1886—1935) — русский писатель.